# Tłukomy
Tłukomy (niem. Gr.Elsingen) – wieś w Polsce położona w województwie wielkopolskim, w powiecie pilskim, w gminie Wysoka. Nazwa pochodzi od nazwiska rodziny Tłukomskich, do której wieś należała. Pierwsza wzmianka o wsi pochodzi z około 1399 roku. W latach 1975–1998 miejscowość administracyjnie należała do województwa pilskiego.
1 stycznia 1986 r. w Tłukomach została utworzona rzymskokatolicka parafia św. Mikołaja.

## Zabytki
- pałac sprzed 1810 roku[1]
- kościół poewangelicki, obecnie katolicki pw. św. Mikołaja z 1913 roku[1]